# جان جونز
جان جونز (بالإنجليزية: Jan Jones)‏ هي عَالِمَة حاسوب وكاتِبة بريطانية، ولدت في 24 ديسمبر 1955 في لندن في المملكة المتحدة.